# Honda CB-900F Hornet
Honda CB-900F Hornet je typ naked motocyklu firmy Honda, vyráběný v letech 2001–2007. Předchůdcem je první generace z let 1979–1983, nástupcem se stal v roce 2008 model CB 1000R.

## Popis
Motor je použit z modelu Honda CBR 900RR Fireblade, ročníku 1998, výkon motoru je k dispozici již v nízkých otáčkách. Devítistovka má základní rysy menší šestistovky. Pod sedlem jsou na rozdíl od šestistovky umístěné dvě koncovky výfuku. Rám je dvojitý páteřový.

## Technické parametry
- Rám: ocelový trubkový příhradový
- Suchá hmotnost: 194 kg